# Sean De Bie
Sean De Bie (Bonheiden, 3 de outubro de 1991) é um ciclista belga, membro da equipa Roompot-Charles.
É filho de Eddy De Bie, antigo ciclista profissional, e sobrinho de Danny De Bie, campeão do mundo de ciclocross em 1989 em Pontchâteau.

## Palmarés
2010 (como amador)
- 1 etapa da Volta a Liège

2011 (como amador)
- 1 etapa da Toscana-Terra di ciclismo-Coppa delle Nazioni

2012 (como amador)
- 1 etapa do Triptyque des Monts et Châteaux

2013
- Campeonato Europeu em Estrada sub-23

2015
- 1 etapa do Tour de Luxemburgo
- Grande Prêmio Impanis-Van Petegem

2016
- Três Dias de Flandres Ocidental

2018
- 1 etapa da Estrela de Bessèges[3]

## Resultados nas Grandes Voltas e Campeonatos do Mundo
Durante a sua carreira desportiva tem conseguido os seguintes postos nas Grandes Voltas e nos Campeonatos do Mundo:
| Carreira           | 2013 | 2014 | 2015 | 2016 | 2017 | 2018 |
| ------------------ | ---- | ---- | ---- | ---- | ---- | ---- |
| Giro d'Italia      | -    | -    | -    | 108º | Ab.  | -    |
| Tour de France     | -    | -    | -    | -    | -    | -    |
| Volta a Espanha    | -    | -    | -    | -    | -    | -    |
| Mundial em Estrada | -    | -    | -    | -    | -    | -    |

-: não participa

Ab.: abandono